# À la recherche du temps perdu (telefilm)
À la recherche du temps perdu és un telefilm francès dirigit per Nina Companeez, emès el 9 de gener de 2011 a TSR2 i l'1 de gener de 2011 a France 2.

## Sinopsi
El 1900, el narrador té vint anys. Fill únic, ha crescut en una familia francesa de la burgesia adinerada, envoltat per l'amor protector i sens límit de la seva mare i de la seva àvia. Després d'haver patit molt per la seva ruptura amb Gilberte Swann, gran amor de la seva adolescència, se'n va amb la seva àvia cap a Balbec, a fi de prendre els aires de mar i refer-se.

## Repartiment
- Micha Lescot: narrador
- Caroline Tillette: Albertine Simonet
- Didier Sandre: Baró de Charlus
- Dominique Blanc: Madame Verdurin
- Éric Ruf: Charles Swann
- Valentine Varela: Oriana de Guermantes
- Bernard Farcy: Basin, duc de Guermantes
- Catherine Samie: àvia del narrador
- Dominique Valadié: la mare del narrador
- Roland Copé: Marquès de Norpois
- Jean-Claude Drouot: Elstir
- Andy Gillet: Saint-Loup
- Anne Danais: Françoise
- Marie-Sophie Ferdane: Gilberte
- Michel Fau: Jupien
- Vincent Heden: Morel
- Françoise Bertin: Marquesa de Villeparisis
- Hervé Pierre: M. Verdurin
- Philippe Morier-Genoud: Doctor Cottard
- Laure-Lucille Simon: Andrée
- Arthur Igual: Bloch
- Oleg Ossina: el narrador de nen
- Angèle Garnier: Gilberte Swann de nena